# 永井譲滋
永井 譲滋（ながい じょうじ、1939年2月15日  - ）は、日本の俳優。本名は同じ。
神奈川県出身。芝野工業高等学校卒業。劇団新派、かかしプロ（1969年当時）、天地プロ、田中プロモーションに所属していた。

## 来歴・人物
1963年にテレビタレントセンター入り。テレビタレントセンター卒業後は演技者集団「波の会」で活動。竜雷太はテレビタレントセンターの先輩であり、波の会でも一緒に活動していたとあって、「兄弟分」と言われていた。
1969年ごろまで、日本テレビの子供番組『おはよう!こどもショー』にレギュラー出演し、体操のお兄さんとして知られていた。同年5月から、東京バイパス指令（日本テレビ）にて連続テレビドラマ初のレギュラー出演。このドラマへの出演に際しては、同作の主演であり、永井の“兄貴分”である竜の強いバックアップがあったと言われている。

## 出演作品

### テレビドラマ
- これが青春だ 第21話「初恋よこんにちは」（1967年、NTV）
- 昔三九郎 第11話「危し三九郎」（1968年、NTV）
- 東京コンバット 第12話「蒼い爆発」（1968年、CX）
- 東京バイパス指令（NTV） - 喜多刑事
  - 第26話「ハイエナ」 - 第52話「スパイは貴方のそばにいる」（1969年）
  - 第65話「攻撃目標-X」（1970年）
- 怪奇大作戦 第12話「霧の童話」（1968年、TBS） - 徹
- 女殺し屋 花笠お竜 第23話「女ごころを酒が呼ぶ」（1970年、12ch）
- 江戸川乱歩シリーズ 明智小五郎 第5話「花嫁泥棒」（1970年、12ch）
- 大忠臣蔵（1971年、NET）
- 仮面ライダー 第2話「恐怖蝙蝠男」（1971年、MBS） - 保
- 帰ってきたウルトラマン 第28話「ウルトラ特攻大作戦」（1971年、TBS） - 気象庁職員 ※「永井譲一」とクレジット
- 家光が行く 第3話「魚海岸の暴れん坊」（1972年、NTV） - 善助
- おんな組アクション控 第6話「女殺し」（1972年、12ch） - 松坂隆之助
- 荒野の素浪人 第1シリーズ 第52話「流浪 殺しの子守唄」（1972年、NET）
- 荒野の用心棒 第14話「黒豹は死の追跡を狙って…」（1973年、NET）
- 特捜記者（1974年、KTV）
  - 第9話「"盗作狩り"より 盗作者の涙」
  - 第13話「"被害者さがし"より 生き残った女」
- 太陽にほえろ!（NTV）
  - 第133話「沈黙」（1975年） - 沢木勇
  - 第165話「回転木馬の女」（1975年） - 松本
  - 第209話「働くものの顔」（1976年） - 神田晴夫
  - 第238話「東京上空17時00分」（1977年） - 宮戸島浦津村派出所巡査
  - 第266話「逃亡者」、第267話「追跡者」（1977年） - 大庭実
  - 第386話「信頼」（1979年） - 村井正
  - 第443話「あなたは一億円欲しくありませんか」（1981年） - 城北署交通課捜査員
- 破れ傘刀舟悪人狩り 第30話「ささやいた死美人」（1975年、NET）
- 非情のライセンス 第2シリーズ 第50話「兇悪の金」（1975年、NET） - 足立
- なぞの転校生 第7話、第9話（1975年、NHK）
- 風と雲と虹と（1976年、NHK） - 将門の郎党
- 大都会 闘いの日々 第16話「私生活」（1976年、NTV）
- 俺たちの旅 第26話「男は力一杯生きるのです」（1976年、NTV）
- 大江戸捜査網 第264話「囚人強奪の謎」（1976年、12ch）
- 刑事くん 第3部 第52話「ボクらは兄弟」（1976年、TBS）
- 特捜最前線 第33話「虐殺・父に捧げる挽歌」（1977年、ANB）
- 警視-K 第9話「オワリの日」（1980年、NTV） - ヤクザの笹本
- 西部警察 第62話「危険な情報」（1980年、ANB） - 佐々一
- ザ・ハングマン 第20話「恐怖の水中逆さ吊り」（1981年、ABC）
- 玉ねぎむいたら… 第8話「混乱ラジオ生放送」（1981年、TBS）
- 禁じられたマリコ 第12話「聖少女－最後の戦い」（1986年、TBS）

### 映画
- 駅 STATION（1981年、東宝） - 記者2

### バラエティ
- おはよう!こどもショー（NTV） - 体操のお兄さんとしてレギュラー出演